# Lapachal Alto
Lapachal Alto is een plaats in het departement Tarija, Bolivia. Het is naar aantal inwoners de achtste grootste plaats van de gemeente Yacuíba, gelegen in de Gran Chaco provincie. 

## Bevolking
| Jaar | Populatie |
| ---- | --------- |
| 1992 | -         |
| 2001 | 94        |
| 2012 | 1.039     |